# Communauté rurale de Gagnick
La communauté rurale de Gagnick est une communauté rurale du Sénégal située à l'ouest du pays, le chef-lieu de la commune est le village de Gagnick Khodjil 1. 
Elle fait partie de l'arrondissement de Nguélou, du département de Guinguinéo et de la région de Kaolack.

## Géographie
Le chef-lieu de la commune Gagnick Khodjil est situé à 11 km au nord-ouest de Guinguinéo.
|                | Nguélou     |            |
| Khelcom Birane | Gagnick     | Guinguinéo |
|                | Mbadakhoune |            |

## Histoire
Fin 2008, 11 villages quittent la communauté rurale de Gagnik pour former la nouvelle communauté rurale de Nguélou. Gagnick est une ancienne communauté rurale érigée en commune par la loi du 28 décembre 2013.

## Administration
Le maire élu depuis juillet 2014 est : Malick Ndiaye.

## Villages
En 2010 la communauté rurale compte 32 villages :
1. Athiou Samba Faye
2. Athiou Thiabène
3. Daccar
4. Darou Diadj
5. Dierri
6. Gagnick Halte 1
7. Gagnick Halte 2
8. Gagnick Khodjil 1
9. Gagnick Khodjil 2
10. Gagnick MacK 1
11. Gagnick MacK 2
12. Keur Kabou
13. Keur Niokhor
14. Médina Kawsara
15. Médina Rassoul
16. Méo-méo
17. Ndiagne Kahone
18. Ndialigué
19. Ndingler Keur Mahawa
20. Ndingler Mboubène 1
21. Ndingler Mboubène 2
22. Ndingler Ndiayène
23. Ndingler Peulh
24. Ndingler Taofekh 1
25. Ndingler Taofekh 2
26. Ndirène Peul
27. Poulamack
28. SindiègneWalo 1
29. Téwrou Pétègne
30. Tibou
31. Walo 2
32. Wendou Gniwa